# Again 1977
Albums de T-ara
Breaking Heart
(2010)
Again est le 4e mini album de T-ara, sorti sous le label Core Contents Media le 10 octobre 2013 en Corée du Sud. Une réédition intitulé Again 1977 est sortie le 2 décembre 2013 et contient une chanson inédite Na Eotteoghae (Number Nine), qui est une reprise du groupe Sand Pebbles datant de 1977. Une version Noël intitulé White Winter est sortie le 14 décembre 2014 contenant deux nouvelles pistes.

## Liste des titres
| 1. | Number Nine (넘버나인)            |  |
| 2. | Neukkim Anikka (느낌 아니까)      |  |
| 3. | Apa (아파)                        |  |
| 4. | Gyeolhon Hajima (결혼 하지마)     |  |
| 5. | Number Nine (Club Ver) (넘버나인) |  |

| 1. | 1977 Gieok Anna (1977 기억 안나)  |  |
| 2. | Na Eotteoghae (나 어떡해)         |  |
| 3. | Number Nine (넘버나인)            |  |
| 4. | Neukkim Anikka (느낌 아니까)      |  |
| 5. | Apa (아파)                        |  |
| 6. | Gyeolhon Hajima (결혼 하지마)     |  |
| 7. | Number Nine (Club Ver) (넘버나인) |  |

| 1. | Sumbakkogjil (숨바꼭질)                      |  |
| 2. | Hangyeoului Sumbakkogjil (한겨울의 숨바꼭질) |  |
| 3. | Na Eotteoghae (나 어떡해)                    |  |
| 4. | 1977 Gieok Anna (1977 기억 안나)             |  |
| 5. | Number Nine (넘버나인)                       |  |
| 6. | Neukkim Anikka (느낌 아니까)                 |  |
| 7. | Apa (아파)                                   |  |
| 8. | Gyeolhon Hajima (결혼 하지마)                |  |
| 9. | Number Nine (Club Ver) (넘버나인)            |  |